# Webb (Alabama)
Webb es un pueblo ubicado en el condado de Houston en el estado estadounidense de Alabama. En el censo de 2000, su población era de 1298.

## Demografía
En el 2000 la renta per cápita promedia del hogar era de $31,364, y el ingreso promedio para una familia era de $36,667. El ingreso per cápita para la localidad era de $15,150. Los hombres tenían un ingreso per cápita de $32,656 contra $19,479 para las mujeres.

## Geografía
Webb está situado en 31°15′37″N 85°17′1″O / 31.26028, -85.28361 (31.260358, -85.283533)
Según la Oficina del Censo de los EE. UU., la ciudad tiene un área total de 11.74 millas cuadradas (30.40 km²).